# Cabeza del Buey
Cabeza del Buey (asztur-leóni és extremadurai nyelven Cabeça del Buei) település Spanyolországban, Badajoz tartományban. Cabeza del Buey Monterrubio de la Serena, Benquerencia de la Serena, Castuera, Esparragosa de Lares, Sancti-Spíritus, Risco, Peñalsordo, Zarza-Capilla, El Viso és Belalcázar községekkel határos. Lakosainak száma 4526 fő (2024).

## Népesség
A település népessége az utóbbi években az alábbiak szerint változott:
| Lakosok száma | 6003 | 5691 | 5559 | 5411 | 5365 | 5234 | 5065 | 4864 | 4732 | 4526 |
|               | 2001 | 2004 | 2006 | 2009 | 2011 | 2014 | 2016 | 2019 | 2021 | 2024 |